# Windhundrennen

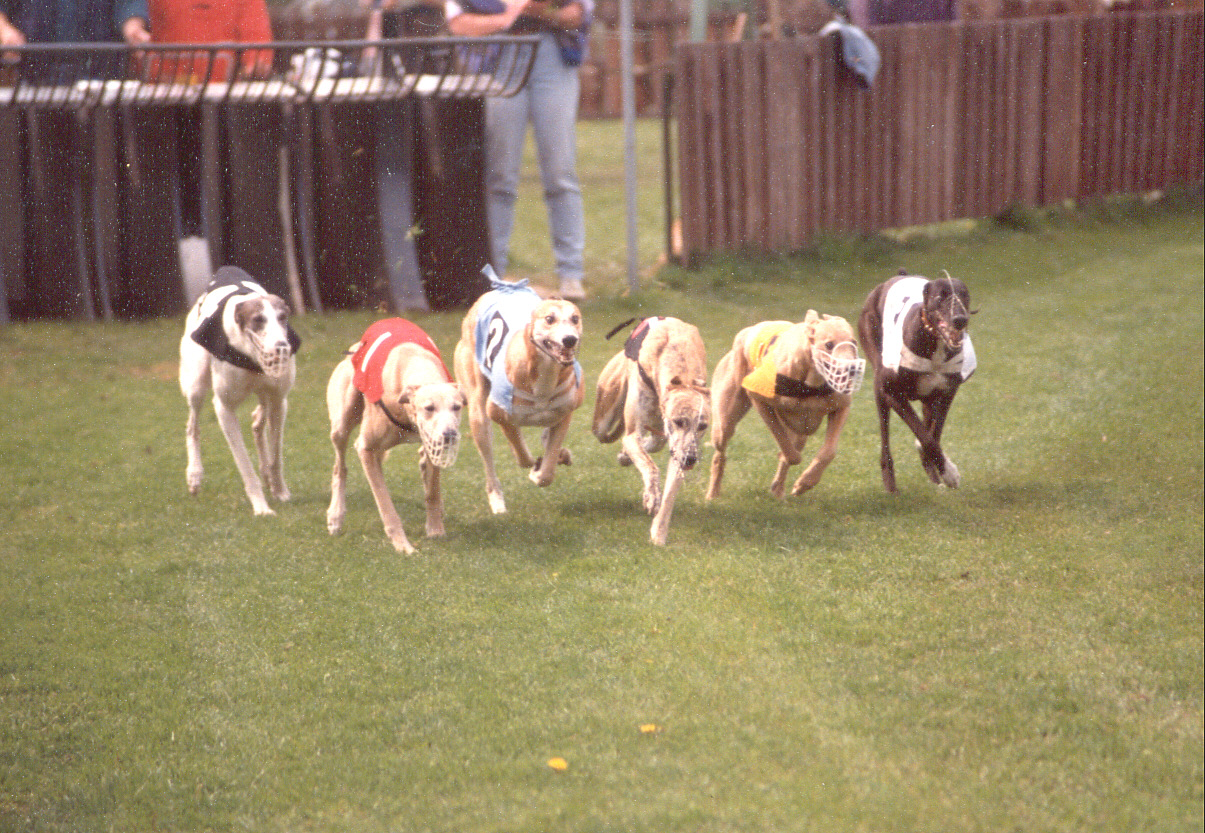
Greyhounds auf der Rennbahn

Windhundrennen sind ein Hundesport für Windhunde. Es gibt zwei Arten von Windhundrennen, zum einen das Bahnrennen auf einer festen Rennstrecke, bei dem es ausschließlich um die Geschwindigkeit der teilnehmenden Hunde geht, sowie das Coursing, bei dem das Jagdverhalten der Hunde bewertet wird.

## Rennbahn

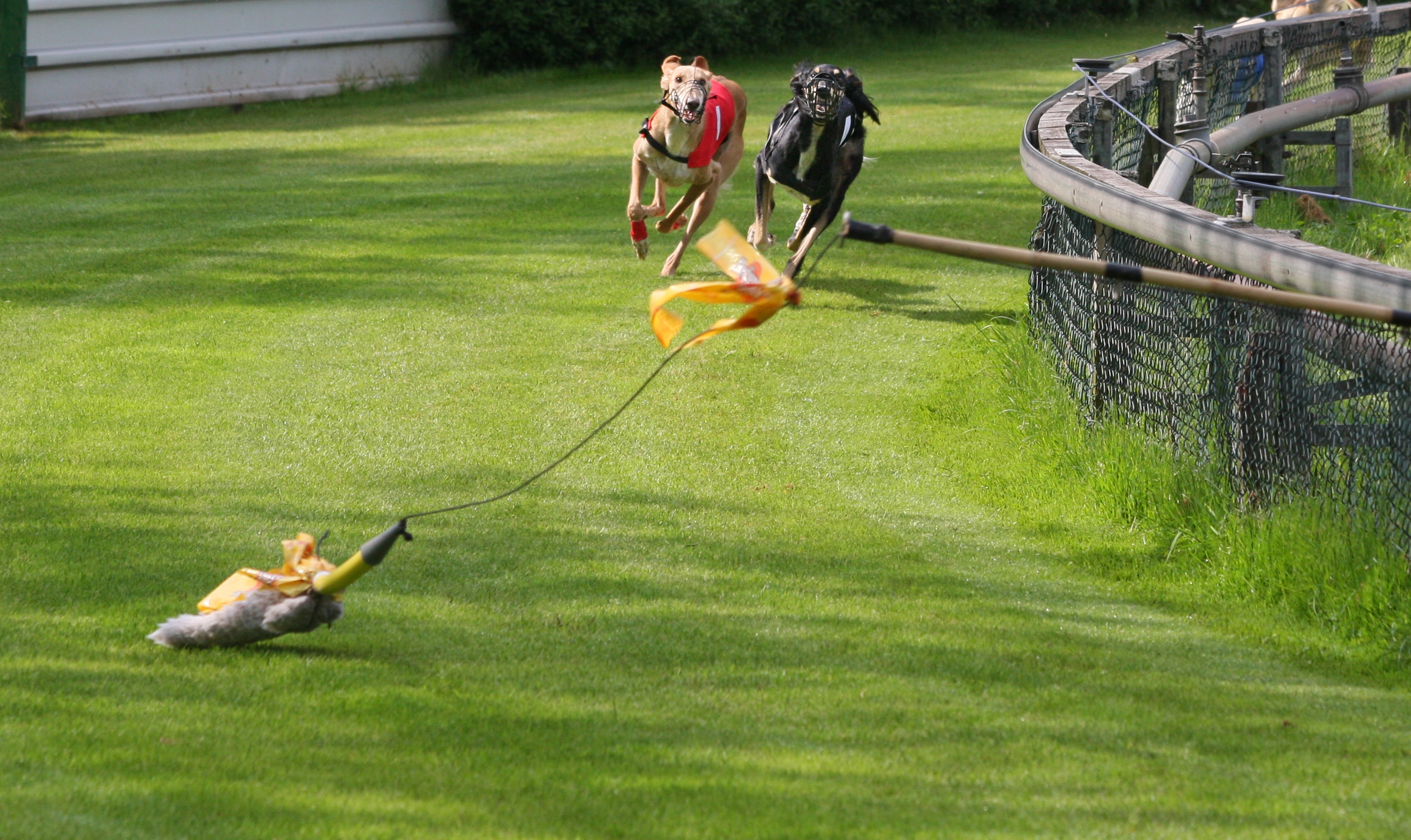
Während eines Bahnrennens folgen die Windhunde einem künstlichen Hasen

Auf der Rennbahn starten die Hunde aus Boxen auf einer festen Bahn mit Gras- oder Sandoberfläche. Sie laufen dem künstlichen Hasen hinterher, einem von einer technischen Vorrichtung geschleppten Dummy, der den Hetztrieb der Hunde anregt. Da Windhunde – anders als die meisten anderen Hunderassen – primär auf Sicht jagen, ist vor allem die Bewegung des Objektes entscheidend, nicht sein Geruch oder sein Aussehen. Häufig besteht der Hase einfach aus einem Bündel Flatterband. Die übliche Bahnlänge für Windhundrennbahnen auf dem europäischen Kontinent beträgt 480 m; kleinere Windhundrassen wie der Whippet und das Italienische Windspiel laufen teilweise kürzere Strecken.

## Coursing

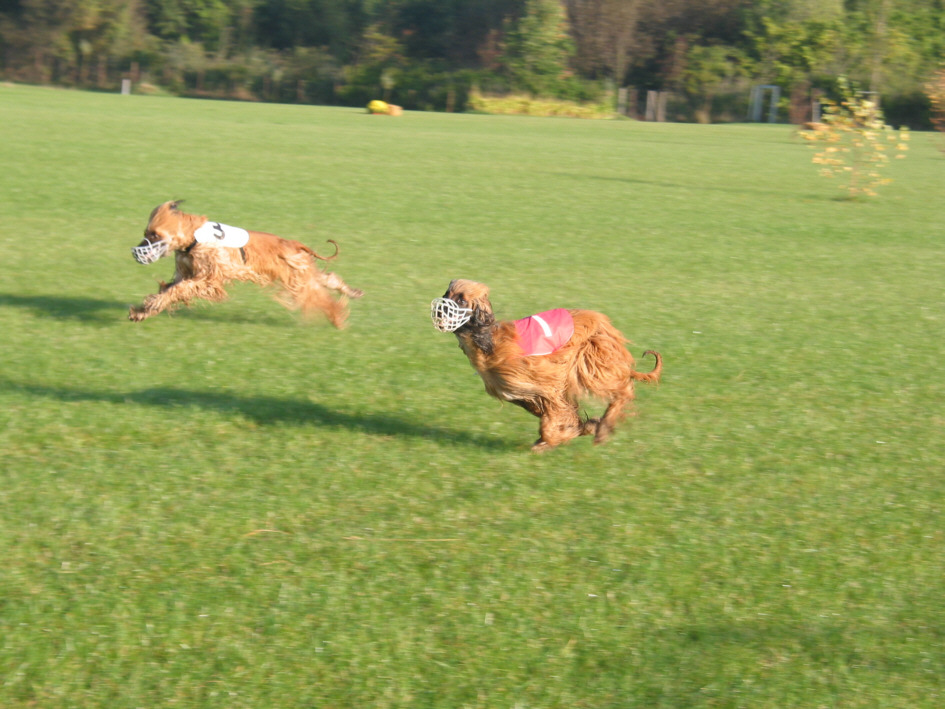
Afghanen beim Coursing

Coursings (von engl. Lure Coursing, „Köderhetze“) finden auf freiem Feld statt, auf dem die Rennstrecke erstellt wird. Dazu werden unregelmäßig an verschiedenen Stellen Umlenkrollen befestigt, über die das Zugseil ausgelegt wird. Am Ende des Zugseils befindet sich wie auf der Rennbahn eine Hasenattrappe, meist in Form von Plastik- oder Fellstücken. Ziel ist es hier, eine echte Hasenhetze zu simulieren, bei der die Beute auch Haken schlagen kann und die Hunde sie daher nicht nur direkt verfolgen, sondern auch mitdenken müssen.
Es starten immer zwei Hunde, und jeder Hund läuft beim Coursing zwei Durchgänge. Das Verhalten der Hunde wird von mehreren Coursingrichtern bewertet. Das internationale Coursingreglement der FCI sieht vor, dass die Richter die Hunde anhand der folgenden Kriterien bewerten: Gewandtheit, Schnelligkeit, Kondition, Folgen und Eifer. Pro Kriterium können die Richter bis maximal 20 Punkte vergeben. Bei nationalen Coursings können jedoch auch abweichende Bewertungssysteme zur Anwendung kommen.
An Internationalen Coursings innerhalb der FCI wird das Certificat d'aptitude au Championnat International des Courses de Lévriers (CACIL) vergeben.

## Rassen, Teilnahmevoraussetzungen
Bei Bahnrennen und Coursings, die von der FCI oder einem ihrer Mitgliedsverbände ausgerichtet werden, können alle Windhundrassen der FCI-Gruppe 10 teilnehmen: Dies sind Afghane, Azawakh, Barsoi, Chart Polski, Deerhound, Galgo Español, Greyhound, Irish Wolfhound, Magyar Agár, Saluki, Sloughi, Whippet und das Italienische Windspiel, wie auch die in verschiedenen Ländern Europas national anerkannte Rasse der Silken Windsprites (ohne CACIL-Vergabe). Außerdem sind die windhundähnlichen mediterranen Jagdhunde aus der FCI-Gruppe 5 startberechtigt, nämlich Cirneco dell’Etna, Pharaoh Hound, Podenco Canario, Podenco Ibicenco, Podengo Português und Basenjis. An diese Rassen kann allerdings kein CACIL vergeben werden. Unter AKC-Regeln sind zusätzlich noch Rhodesian Ridgebacks,  Basenjis und Thai Ridgebacks startberechtigt.
Das Mindestalter für die teilnehmenden Hunde beträgt achtzehn Monate, bei den kleinen Rassen fünfzehn Monate. Die Hunde dürfen bis zum Ende des Jahres, in dem sie das achte Lebensjahr vollenden, an Rennen und Coursings teilnehmen. Während der Läufe tragen sie zur Unterscheidung farbige Renndecken und außerdem einen speziellen Rennmaulkorb. Dieser dient dazu, Verletzungen zu verhindern, wenn sich die Hunde nach dem Ziel um den künstlichen Hasen balgen, wie auch dem Schutz des Jagdobjektes selbst. Bevor die Hunde offiziell an Rennen oder Coursings teilnehmen können, müssen sie mehrere Lizenzläufe absolviert haben und im Besitz einer gültigen Renn- bzw. Coursinglizenz sein.

## Organisationen
Windhundrennen und Coursings werden von lokalen Windhundrennvereinen ausgerichtet, die entweder, wie in Deutschland (DWZRV) oder Österreich (ÖKWZR), einem Rasse-Spezialverband für Windhunde, oder (wie in der Schweiz) direkt dem Landesverband der FCI angeschlossen sind. Neben den offiziellen Veranstaltungen bieten die Windhundrennvereine meistens auch regelmäßige Trainings an, an denen auch Windhunde ohne Renn- oder Coursinglizenz teilnehmen können.

## Professionelle Windhundrennen

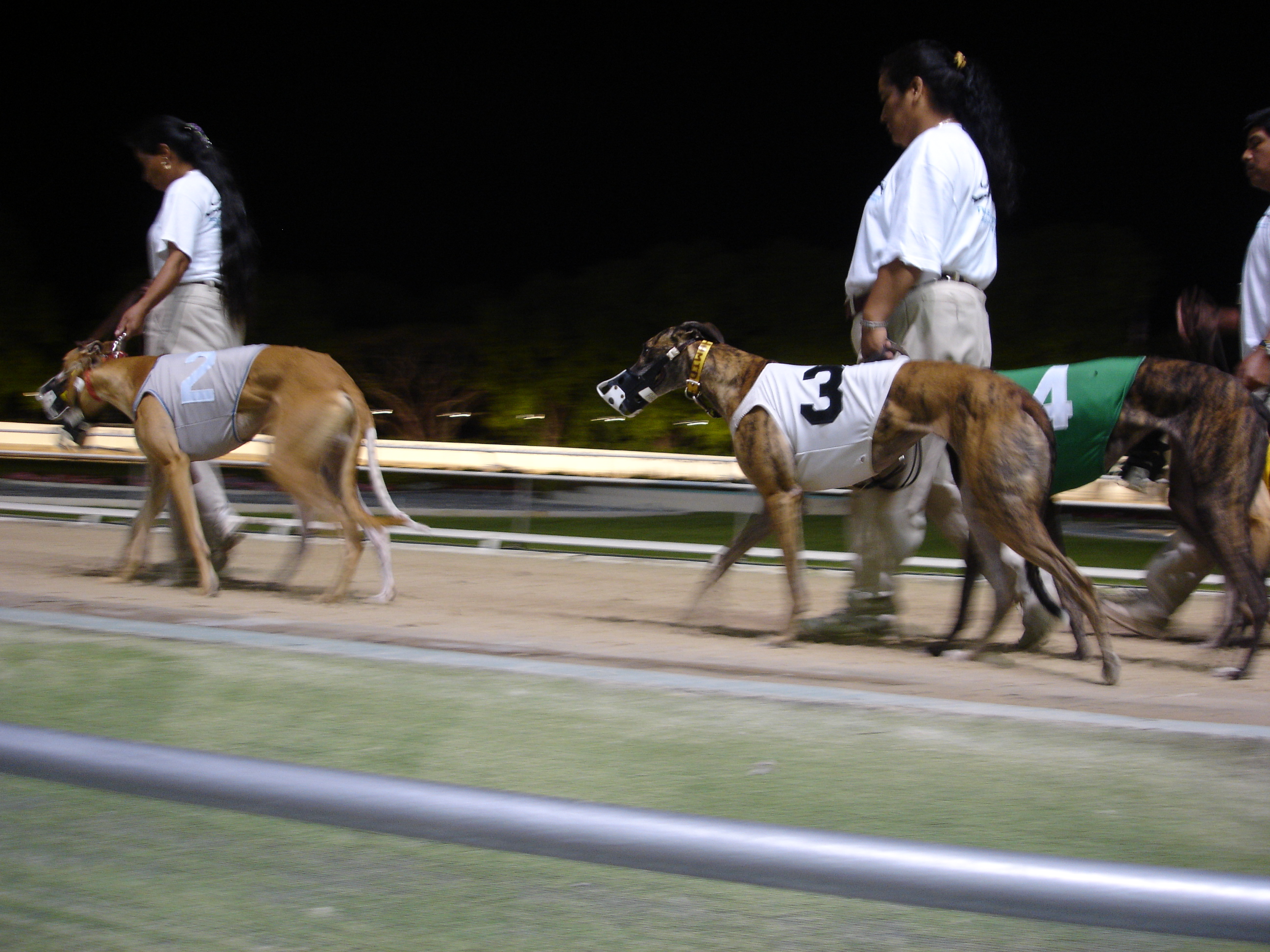
Die Tiere werden zum Start geführt

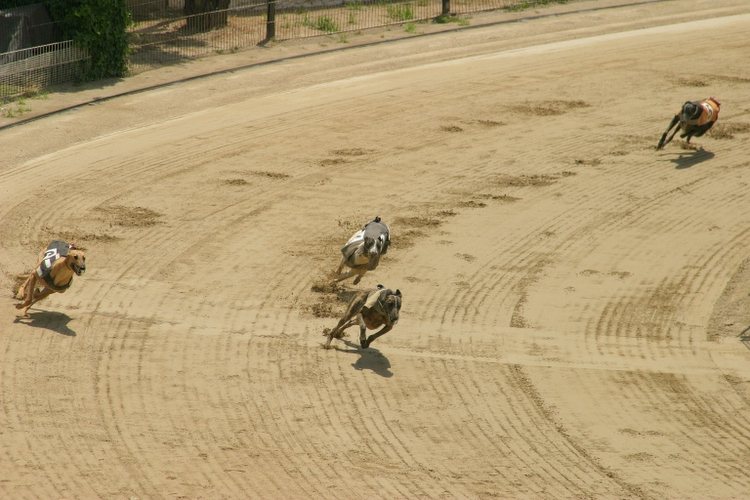
Die erste Kurve

In Deutschland, Österreich und der Schweiz sind professionelle Windhundrennen verboten. In Deutschland und Österreich ist auch das Wetten auf Hunderennen verboten, unter anderem aus tierschutzrechtlichen Gründen.
In Großbritannien, Irland und Teilen der USA werden Rennbahnen professionell betrieben. Genau wie beim Pferderennen wird auf die Hunde gewettet.
In London bestanden zeitweise mehr als 30 Rennbahnen, die bis zu 60.000 Zuschauer anzogen. Seit den 1990er Jahren schloss eine Bahn nach der anderen, als letzte das Wimbledon Greyhound Stadium im März 2017.
In den USA waren Windhundrennen bis in die 1990er Jahre populär. Windhundrennen finden derzeit (Stand: 2017) in 6 Bundesstaaten statt: in Alabama, Arkansas, Arizona, Iowa, Texas und West Virginia. In 40 der 50 Bundesstaaten der USA sind Windhundrennen inzwischen verboten. Der Wettumsatz der kommerziellen Rennbahnen in den USA betrug 1990 rund 3 Milliarden Dollar pro Jahr, bis 2000 fiel er auf weniger 2 Milliarden Dollar, bis 2011 auf weniger als 700 Millionen Dollar. In Florida, wo sich die mit Abstand meisten Rennbahnen befanden, wurden Hunderennen ab dem Jahr 2021 verboten.
Bei diesen Rennen kommen fast ausschließlich Greyhounds zum Einsatz. Diese werden nicht als Haushunde gehalten, sondern leben in gewerbsmäßig betriebenen Rennställen. Jährlich werden rund 50.000 aufgrund von Erfolglosigkeit nicht mehr für Rennen taugliche Hunde von ihren Besitzern verkauft oder getötet. Private Übernahmen von ausgemusterten Windhunden aus Irland und Großbritannien, die andernfalls getötet werden würden, sind möglich, da Tierschutzorganisationen einige der Hunde aufkaufen.